# Pilvo
Pilvo (en russe : Пильво) est un village du raïon de Smirnykh de l'oblast de Sakhaline en Russie. Sa population s'élevait à 4 habitants lors du recensement de 2021.

## Géographie
Le village de Pilvo se situe dans l'oblast de Sakhaline, un oblast de Russie située en Extrême-Orient russe, et il fait partie du district fédéral extrême-oriental. Il se trouve dans le  raïon de Smirnykh, un raïon du centre l'oblast. Il est situé sur l'île de Sakhaline, sur la rive du détroit de Tatarie, à l'embouchure de la rivière Pilvo .

## Histoire
La colonie de Pilvo a été fondée en 1894, comme indiqué dans le rapport du chef de l'okroug d'Aleksandrovka n° 6934 du 21 mai 1894. Le même rapport indique qu'à l'embouchure de la rivière Pilvo « se trouve le village Gilyak de Poro-Kotan » (en aïnou « Grand Village »). Le nom donné à la rivière vient du nivkhe « pild » – être grand, « vo » – camp, colonie, village .
En 1925, le conseil du village a été formé.
Après la formation de la région économique d’Extrême-Orient en 1926 avec le centre à Khabarovsk, le village de Pilvo faisait partie du raïon d'Alexandrovsk-Sakhalinski. Le village avait une population de 64, il y avait une école et une bibliothèque. Un an plus tard, en 1927, la population a plus que doublé et a atteint les 142 habitants.
En 1932, l'oblast de Sakhaline a été formé et le village est resté dans le même raïon.
En 1933-1934, c'était le centre du raïon de Pilvo. dans les années 30, Pilvo s'est rapidement développé avec la construction de plusieurs magasins, un hôpital, une ferme collective et une ferme d'état, une école primaire et une secondaire mais qui n'a jamais été complétée.   
Depuis le 16 janvier 1965, le village fait partie du Raïon de Smirnykh.      
Depuis la chute de l'Union soviétique, la population continue de baisser continuellement. En 2002, la population était de 215, en 2004, de 210, en 2006, 151, et en 2021, seulement 4 personnes sont restées.      
De 2005 à 2015, il y eut un projet de relocalisation des personnes vivant dans des logements délabrés.

## Démographie
Recensements (*) et estimations de la population:
| 1894 | 1926 | 1927 | 2002 * |
| ---- | ---- | ---- | ------ |
| 16   | 64   | 142  | 215    |

| 2004 | 2006 | 2007 | 2010* |
| ---- | ---- | ---- | ----- |
| 210  | 151  | 143  | 94    |

| 2014 | 2021* | - | - |
| ---- | ----- | - | - |
| 60   | 4     | - | - |